# Louise Michel (métro de Paris)
Pour les articles homonymes, voir Louise Michel (homonymie).
Louise Michel est une station de la ligne 3 du métro de Paris, située sur le territoire de la commune de Levallois-Perret, dans les Hauts-de-Seine.

## Situation
La station est implantée à 100 mètres environ de la limite administrative de Paris, sous la rue Anatole-France, à l'intersection avec la rue Louise-Michel. Orientée selon un axe nord-ouest/sud-est, elle s'intercale entre les stations Anatole France et Porte de Champerret.

## Histoire
La station est ouverte le 24 septembre 1937 avec la mise en service du prolongement de la ligne 3 depuis Porte de Champerret jusqu'à Pont de Levallois - Bécon.
Elle doit sa dénomination initiale de Vallier à sa proximité avec la rue éponyme, dont le nom est celui d'un menuisier ayant participé à la construction des premières maisons de Levallois.
Le 1er mai 1946, elle change de nom au profit de Louise Michel, en même temps que la rue Vallier, renommée en hommage à l'institutrice communarde Louise Michel, surnommée la Vierge rouge, qui écrivit des romans sociaux ainsi que ses mémoires.
La station est depuis lors la cinquième d'une série de huit du réseau à s'être vue attribuer le nom d'une femme, après Barbès - Rochechouart (lignes 2 et 4), Madeleine (lignes 8, 12 et 14), Chardon-Lagache (ligne 10) et Boucicaut (ligne 8) ; suivront par la suite les stations Pierre et Marie Curie (ligne 7), Barbara (ligne 4) et Bagneux - Lucie Aubrac (lignes 4 et future ligne 15).
Comme un tiers des stations du réseau entre 1974 et 1984, les quais sont modernisés en style « Andreu-Motte », de couleur rouge avec du carrelage blanc plat en remplacement des faïences biseautées d'origine en l'occurrence, ce qui entraîne la disparition du style d'entre-deux-guerres de l'ex-CMP, décoration caractérisée par des cadres publicitaires de couleur miel à motifs végétaux et le nom de la station incorporé dans la céramique des piédroits.
Dans le cadre du programme « Renouveau du métro » de la RATP, les couloirs ont été rénovés à leur tour le 27 juillet 2002.

Selon les estimations de la RATP, la station a vu entrer 3 546 360 voyageurs en 2019, ce qui la place à la 136e position des stations de métro pour sa fréquentation. En 2020, avec la crise du Covid-19, son trafic annuel tombe à 1 735 982 voyageurs, la reléguant alors au 139e rang, avant de remonter progressivement en 2021 avec 2 319 185 entrants comptabilisés, ce qui la rétrograde cependant à la 145e position des stations du réseau pour sa fréquentation cette année-là.

## Services aux voyageurs

### Accès
La station dispose de deux accès :
- l'accès 1 « Rue Louise-Michel » s'effectuant au rez-de-chaussée d'un bâtiment (cas rare sur le réseau) au no 30 de cette rue, à l'angle avec la rue Anatole-France ;
- l'accès 2 « Rue Anatole-France », constitué d'un escalier mécanique permettant uniquement la sortie, débouchant sur le trottoir pair de cette rue, à proximité de la même adresse.

Accès à la station
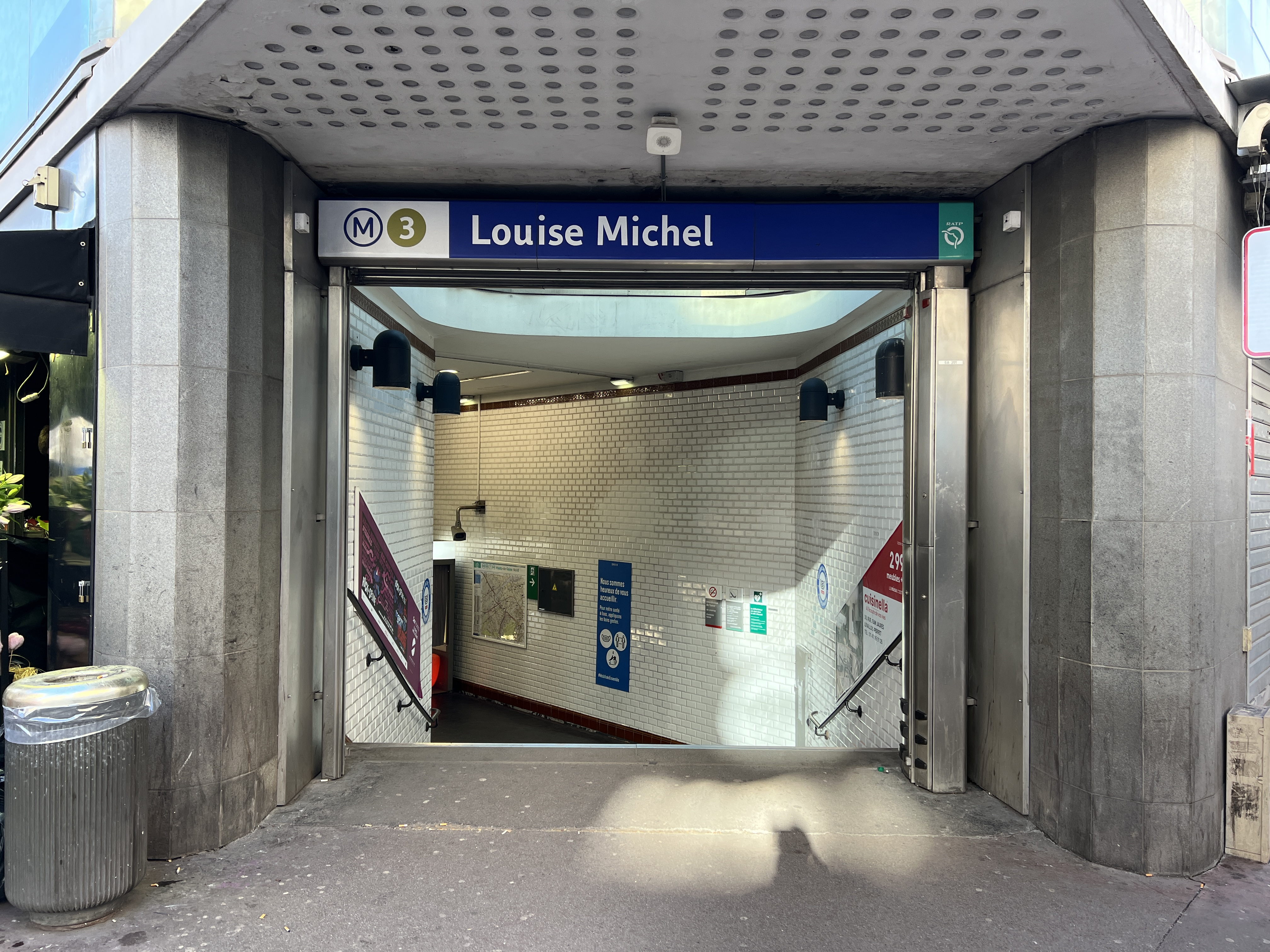
L'accès no 1 « Rue Louise-Michel ».
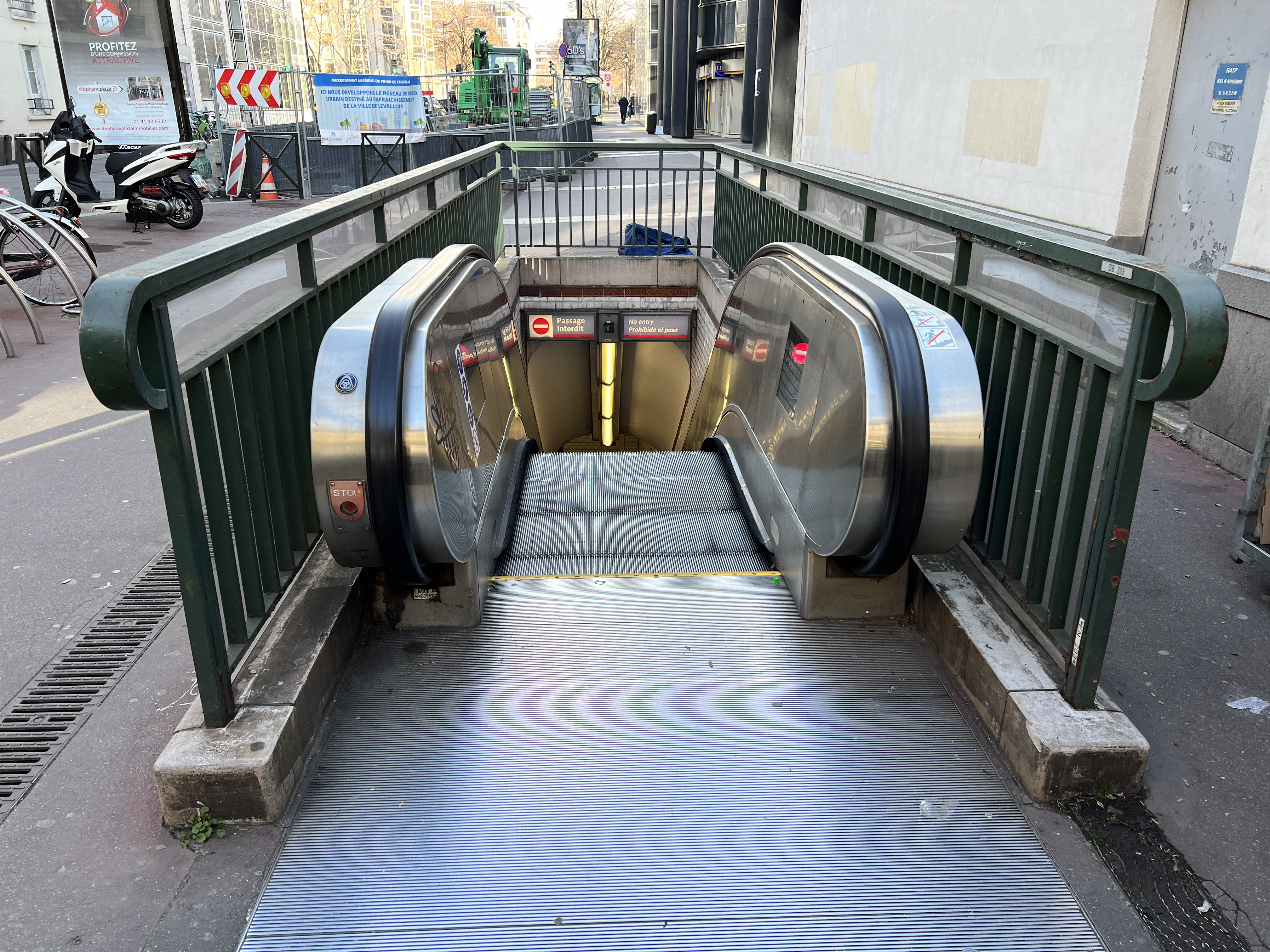
L'accès no 2 « Rue Anatole-France ».

.

### Quais

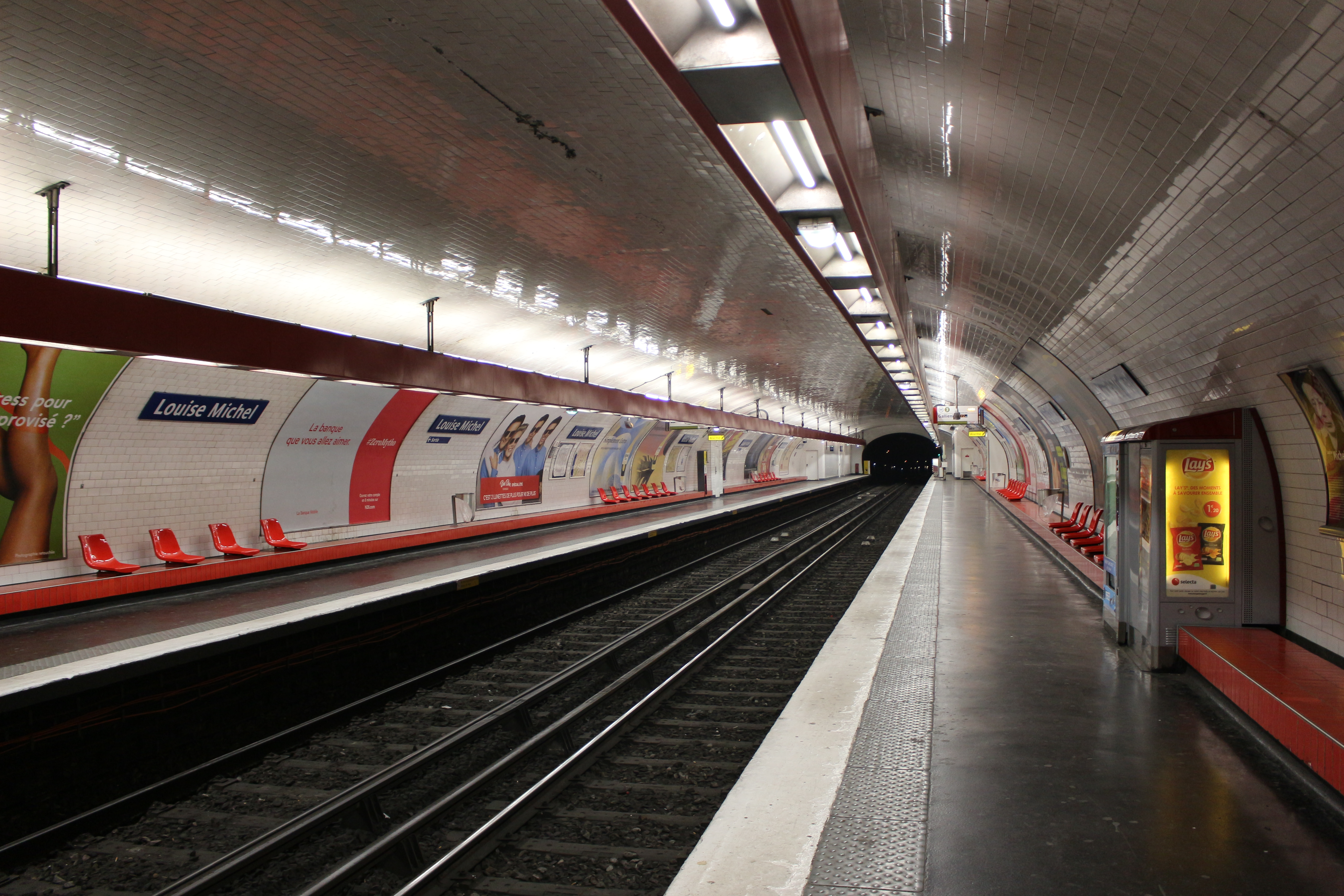
Quais de la station, depuis le quai en direction de Gallieni.

Louise Michel est une station de configuration standard : elle possède deux quais séparés par les voies du métro et la voûte est elliptique. La décoration est de style « Andreu-Motte » avec deux rampes lumineuses rouges, des banquettes recouvertes de carrelage rouge plat et des sièges « Motte » rouges. Ces aménagements sont mariés avec les carreaux de céramique blancs plats qui recouvrent les piédroits, la voûte et les tympans. Les débouchés des couloirs sont traités en carrelage blanc biseauté classique. Les cadres publicitaires sont métalliques et le nom de la station est inscrit en police de caractères Parisine sur plaques émaillées. La station se distingue cependant par ses quais d'une largeur inférieure à la configuration standard du fait de la relative étroitesse de la rue sous laquelle elle est établie, ainsi que par la partie basse de ses piédroits qui, en conséquence, est verticale et non elliptique.

### Intermodalité
La station est desservie par la ligne A du réseau municipal « Les Abeilles ».

## À proximité
- Jardin Lily-Laskine, sur le territoire de Paris en bordure de la limite administrative avec Levallois
- Espace Champerret, également sur le territoire de Paris
- Promenade Bernard-Lafay, le long du boulevard Périphérique